# Лариса Нејланд
Лариса Савченко Нејланд (рођена Лариса Савченко; 21. јула 1966. у Лавову, СССР) је бивша професионална тенисерка, која је играла за Совјетски Савез (1983–1991) и Летонију (1991–1999). Професионално се бавила тенисом од 1983. до 1999. године.
Њена највиша позиција на ВТА листи у појединачној конкуренцији било је 58. место, а у каријери је освојила две титуле. Далеко успешнија била је у конкуренцији парова, у којо је освојила 65 титула, укључујући две гренд слем титуле у конкуренцији женских и четири у конкуренцији мешовитих парова. У конкуренцији парова, била је прва тенисерка планете. Ту позицију заузела је по први пут 27. јануара 1992. године.
Током своје седамнаест година дуге каријере, зарадила је 4.083.936 америчких долара.

## Гренд слем финала

### Женски парови (12)

#### Победе (2)
| Година | Турнир                       | Партнерка      | Противнице у финалу           | Резултат у финалу |
| 1989   | Отворено првенство Француске | Наташа Зверева | Штефи Граф Габријела Сабатини | 6–4, 6–4          |
| 1991   | Вимблдон                     | Наташа Зверева | Ђиђи Фернандез Јана Новотна   | 6–4, 3–6, 6–4     |

#### Порази (10)
| Година | Турнир                           | Партнерка       | Противнице у финалу           | Резултат у финалу |
| 1988   | Вимблдон                         | Наташа Зверева  | Штефи Граф Габријела Сабатини | 6–3, 1–6, 12-10   |
| 1989   | Вимблдон (2)                     | Наташа Зверева  | Јана Новотна Хелена Сукова    | 6–1, 6-2          |
| 1990   | Отворено првенство Француске     | Наташа Зверева  | Јана Новотна Хелена Сукова    | 6–4, 7–5          |
| 1991   | Отворено првенство Француске (2) | Наташа Зверева  | Ђиђи Фернандез Јана Новотна   | 6–4, 6-0          |
| 1991   | Отворено првенство САД           | Јана Новотна    | Пем Шрајвер Наташа Зверева    | 6–4, 4–6, 7–6     |
| 1992   | Вимблдон (3)                     | Јана Новотна    | Ђиђи Фернандез Наташа Зверева | 6–4, 6–1          |
| 1992   | Отворено првенство САД (2)       | Јана Новотна    | Ђиђи Фернандез Наташа Зверева | 7–6, 6–1          |
| 1993   | Отворено првенство Француске (3) | Јана Новотна    | Ђиђи Фернандез Наташа Зверева | 6–3, 7–5          |
| 1993   | Вимблдон (4)                     | Јана Новотна    | Ђиђи Фернандез Наташа Зверева | 6–4, 6–7, 6–4     |
| 1996   | Вимблдон (5)                     | Мередит Мекгарт | Мартина Хингис Јана Новотна   | 5-7, 7-5, 6–1     |

### Мешовити парови (9)

#### Победе (4)
| Година | Турнир                            | Партнер         | Противници у финалу                | Резултат у финалу |
| 1992   | Вимблдон                          | Цирил Сук       | Јако Елтинг Миријам Ореманс        | 7–6, 6–2          |
| 1994   | Отворено првенство Аустралије     | Андреј Олховски | Хелена Сукова Тод Вудбриџ          | 7–5, 6–7, 6–2     |
| 1995   | Отворено првенство Француске      | Тод Вудбриџ     | Џил Хедерингтон Џон-Лефни де Џегер | 7–6, 7–6          |
| 1996   | Отворено првенство Аустралије (2) | Марк Вудфорд    | Никол Аренд Лук Џенсен             | 4–6, 7–5, 6–0     |

#### Порази (5)
| Година | Турнир                           | Партнер            | Противници у финалу            | Резултат у финалу |
| 1994   | Отворено првенство Француске     | Андреј Олховски    | Кристи Богерт Мено Остинг      | 7–5, 3–6, 7–5     |
| 1996   | Вимблдон                         | Марк Вудфорд       | Цирил Сук Хелена Сукова        | 1–6, 6–3, 6–2     |
| 1997   | Отворено првенство Аустралије    | Џон-Лефни де Џегер | Манон Болеграф Рик Лич         | 6–3, 6–7, 7–5     |
| 1997   | Вимблдон (2)                     | Андреј Олховски    | Цирил Сук Хелена Сукова        | 4–6, 6–3, 6–4     |
| 1999   | Отворено првенство Француске (2) | Рик Лич            | Пајт Норвал Катарина Среботник | 6–3, 3–6, 6–3     |